# Ford Fairlane (США)
Ford Fairlane — американський легковий автомобіль, який виготовлявся підрозділом Ford корпорації Ford Motor Company спершу з 1955 по 1961 рік в категорії full-size, а потім з 1962 по 1971 рік як середньорозмірний автомобіль.
У модельному ряду цей автомобіль займав різне становище. З 1959 по 1961 рік це була модель середнього цінового діапазону, вище перебувала модель Ford Galaxie. З 1962 року під цією назвою випускалася самостійна лінія середньорозмірних автомобілів, що знаходилися в модельному ряду між компактом Ford Falcon і повнорозмірними Ford Custom і Ford Galaxie. Технічна база середньорозмірного Fairlane — Ford Falcon.
На базі моделі «Fairlane» випускався пікап Ford Ranchero (1955-1961, 1967-1971). Так само, модель 1968 року випускалася в Аргентині з 1968 по 1981 рік.
Назва походить від маєтку Fair Lane, що належав Генрі Форду.